# Gary Armstrong
Pour les articles homonymes, voir Armstrong.
Pas d'image ? Cliquez ici

a Compétitions nationales et continentales officielles uniquement.

b Matchs officiels uniquement.
Gary Armstrong, né le 30 septembre 1966 à Édimbourg, est un joueur de rugby à XV écossais qui a joué avec l'équipe d'Écosse de 1988 à 1999, évoluant au poste de demi de mêlée.

## Biographie
Il a joué pour les clubs de Jed-Forest, Newcastle Falcons et Border Reivers. Il a été champion d'Angleterre en 1998 avec les Newcastle Falcons.
Il a connu sa première cape internationale à l'occasion d'un test match le 19 novembre 1988 contre l'équipe d'Australie. 
Il a disputé son dernier test match le 24 octobre 1999 lors d’un quart de finale de coupe du monde contre l'équipe de Nouvelle-Zélande.
Il a participé au Tournoi des Cinq Nations de 1989 à 1999, et l'a remporté en 1999. Il a été dix fois capitaine de l'équipe d'Écosse, en particulier pendant les tournois de 1998 et 1999.
Armstrong a participé à la coupe du monde 1999 (4 matchs joués, battu en quart de finale). 
Il a terminé sa carrière de joueur en 2004.

## Palmarès
- 51 sélections
- 21 points (5 essais)
- Sélections par années : 1 en 1988, 6 en 1989, 7 en 1990, 10 en 1991, 4 en 1993, 2 en 1994, 12 en 1995, 3 en 1996, 2 en 1997, 6 en 1998 et 10 en 1999
- Tournois des Cinq Nations disputés: 1989, 1990, 1991, 1993, 1994, 1996, 1997, 1998 et 1999
- Vainqueur du tournoi des cinq nations en 1990 (Grand Chelem) et 1999.
- Participation à la coupe du monde de rugby 1999.